# Parc olympique de Séoul
Le parc olympique de Séoul (en hangeul : 올림픽공원) est un parc olympique situé à Séoul construit pour les Jeux olympiques de 1988 dans l'arrondissement de Songpa-gu.
Dans le parc, il y a différents musées et également une promenade le long de l'ancienne forteresse Mongchonteseong.

## Porte de la paix mondiale
Construite entre le 31 décembre 1986 et le 31 août 1988, cette porte a été conçue par l'architecte Kim Chung-up pour célébrer l'esprit des Jeux Olympiques (paix et harmonie) et aussi pour symboliser les capacités du peuple coréen. À côté des piliers, il y a des structures semblables à des ailes, sous lesquelles il y a une peinture murale appelée «Une peinture de quatre esprits». Sur le mur sont représentés dans un phénix, une tortue, un tigre et un dragon (montant au ciel), représentant la force des Coréens et leur liberté.
Sous la porte est une flamme éternelle, et une déclaration de paix appelant à l'harmonie et au bonheur du monde pour tous les citoyens du monde